# FK Kukësi
FK Kukësi je profesionalni nogometni klub koji iz grada Kukësa, Albanija. Klub se trenutno natječe u Albanskoj Superligi, najvišem nogometnom rangu natjecanja u Albaniji.

## Povijest
Osnovan je 4. ožujka 1930. godine kao Shoqëria Sportive Kosova. Sadašnje ime usvaja 2010. godine. Prvu utakmicu klub je igrao 20. travnja 1930. godine protiv ekipe Internati Krumë. Rezultat je bio 0-0. U sezoni 2016./17. osvaja nacionalno prvenstvo. Tri puta je bio doprvak države, dok je drugu ligu osvajao u pet navrata. Tradicionalne boje kluba su plava i bijela. Domaće utakmice igra na stadionu Zeqir Ymeri.

## Uspjesi
Superliga:
- Prvak (1): 2016./17.
- Finalist (4): 2012./13., 2013./14., 2014./15., 2017./18.

Prva divizija:
- Prvak  (5): 1959., 1966./67., 1976./77., 1981./82., 2010./11.

Albanski nogometni kup:
- Prvak  (2): 2015./16., 2018./19.
- Finalist (2): 2013./14., 2014./15.

Albanski nogometni superkup:
- Prvak  (1): 2016.
- Finalist  (1): 2017.

## Europski nastupi
| Sezona    | Natjecanje         | Runda | Klub              | Domaćin | Gost | Ukupno  |  |
| --------- | ------------------ | ----- | ----------------- | ------- | ---- | ------- |  |
| 2013./14. | UEFA Europska liga | 1Q    | Flora Tallinn     | 0:0     | 1:1  | 1:1 (a) |  |
| 2013./14. | UEFA Europska liga | 2Q    | Sarajevo          | 3:2     | 0:0  | 3:2     |  |
| 2013./14. | UEFA Europska liga | 3Q    | Metalurg Donjeck  | 2:0     | 0:1  | 2:1     |  |
| 2013./14. | UEFA Europska liga | PO    | Trabzonspor       | 0:2     | 1:3  | 1:5     |  |
| 2014./15. | UEFA Europska liga | 1Q    | Kairat            | 0:0     | 0:1  | 0:1     |  |
| 2015./16. | UEFA Europska liga | 1Q    | Torpedo-BelAZ     | 2:0     | 0:0  | 2:0     |  |
| 2015./16. | UEFA Europska liga | 2Q    | Mladost Podgorica | 0:1     | 4:2  | 4:3     |  |
| 2015./16. | UEFA Europska liga | 3Q    | Legia Varšava     | 0:3     | 0:1  | 0:4     |  |
| 2016./17. | UEFA Europska liga | 1Q    | Rudar Pljevlja    | 1:1     | 1:0  | 2:1     |  |
| 2016./17. | UEFA Europska liga | 2Q    | Austria Beč       | 1:4     | 0:1  | 1:5     |  |
| 2017./18. | UEFA Liga prvaka   | 2Q    | Sheriff Tiraspol  | 2:1     | 0:1  | 2:2     |  |
| 2018./19. | UEFA Liga prvaka   | 1Q    | Valletta          | 0−0     | 1:1  | 1:1 (a) |  |
| 2018./19. | UEFA Liga prvaka   | 2Q    | Qarabağ           | 0−0     | 0−3  | 0:3     |  |
| 2018./19. | UEFA Europska liga | 3Q    | Torpedo Kutaisi   | 2−0     | 2−5  | 4:5     |  |

## Vanjske poveznice
- Službena stranica  Arhivirana inačica izvorne stranice od 10. svibnja 2015. (Wayback Machine)